# Кольнер, Иван Васильевич
Иван Васильевич Кольнер (24 июня 1884 — 25 июля 1955, Париж) — русский морской офицер, капитан 2-го ранга. Участник Первой мировой войны и Гражданской войны в России. Преподаватель Севастопольского морского кадетского корпуса. Капитан 1-го ранга. Ушел с Русской эскадрой в Бизерту. В эмиграции во Франции.

## Биография
Родился 24 июня 1884 года, православный. Закончил Морской кадетский корпус в 1903 году, мичман. Участник русско-японской войны. В заграничном плаванье на крейсере «Богатырь» (1905-1906) и эскадренном броненосце «Цесаревич» (1906-1907). Преподаватель артиллерийского офицерского класса Учебного Артиллерийского отряда Балтийского Флота (3.6.1913). Был произведен в старшие лейтенанты 14 апреля 1914 года. Капитан 2-го ранга - преподаватель Офицерских артиллерийских классов. Исполняющий должность старшего офицера линкора «Император Александр II» (14.7.1915). 
Во ВСЮР и Русской Армии. После восстановления белыми Севастопольского морского кадетского корпуса с октября 1919 преподаватель кафедры артиллерии и командир 3-й гардемаринской роты. Владел немецким языком. Капитан 1-го ранга с 26 октября 1920 года. Эвакуировался из Крыма с кадетами на крейсере Алмаз в ноябре 1920 года, также  вывез семьею. В составе Русской эскадры в Бизерте. Командир 1-й гардемаринской роты, с 10 мая 1922 года - инспектор классов Морского корпуса в изгнании. Комендант лагеря Сфаят. С 1925 года после закрытия Морского корпуса в 1924 году  в эмиграции во Франции. Работал на заводе, после травмы лишился правой руки и служил в бюро. Член Комитета старшин Кают-компании морских офицеров во Франции. Умер 25 июля 1955 года в Париже. Был похоронен на кладбище Сент-Женевье-де-Буа.
Жена Ольга Антоновна, урождённая Снаксарева (ок. 1888-1973, Женева). Дочь - Наталия Ивановна Кольнер (1908), в эмиграции во Франции в браке Габар.